# William Walden Rubey
William Walden Rubey (* 19. Dezember 1898 in Moberly, Missouri; † 12. April 1974 in Santa Monica, Kalifornien) war ein US-amerikanischer Geologe.

## Leben
Rubey besuchte die University of Missouri, die er 1920 mit dem Grad des Artium Baccalaureus abschloss. Im selben Jahr heiratete er Susan Elsie Manovill und trat dem United States Geological Survey (USGS) bei. Sein Studium absolvierte er an der Johns Hopkins University und der Yale University.
Während des Zweiten Weltkriegs diente er als wissenschaftlicher Verbindungsoffizier der U.S. Army zum Geologischen Dienst. Zwischen 1949 und 1950 war er Präsident der Geological Society of America, und zwischen 1951 und 1954 der Vorsitzende des National Research Councils der National Academy of Sciences. 1952 wurde er in die American Philosophical Society und 1953 in die American Academy of Arts and Sciences gewählt. 1960 wurde er vom Präsidenten der Vereinigten Staaten zum Dienst in der National Science Foundation berufen. Im selben Jahr erhielt er die Stelle des Professors für Geologie und Geophysik an der University of California, Los Angeles (UCLA), wo er bis 1966 bleiben und wohin er in den folgenden Jahren immer wieder zurückberufen werden sollte. Darüber hinaus bekleidete er andere verdienstvolle Positionen und Ämter.
Nach seinem Ausscheiden aus dem USGS trat er 1968 dem Lunar Science Institute bei und war dort bis 1971 an der wissenschaftlichen Untersuchung der im Rahmen des Apollo-Programms gewonnenen Mondgesteinsproben beteiligt.
Rubey starb an Krebs. Während seiner Karriere lieferte er viele und weit gestreute Beiträge zur Geologie, darunter Untersuchungen zur Hydrologie von Fließgewässern, zur Geologie von West-Wyoming, zur Energie von Erdbebenwellen, zur Gebirgsbildung durch Überschiebungen, zum Wachstum von Kontinenten, zum Ursprung der Erdatmosphäre und der Ozeane sowie zur Entwicklung erdähnlicher Planeten.

## Preise und Ehrungen
- Mitglied der National Academy of Sciences
- National Medal of Science, 1965.
- Penrose-Medaille der Geological Society of America, 1963.
- Vier akademische Ehrengrade, darunter drei Ehrendoktoren
- Dorsa Rubey, ein Bergrücken auf dem Mond, ist nach ihm benannt.